# 烏魯木齊航空
乌鲁木齐航空（英語：Urumqi Air），全称“乌鲁木齐航空有限责任公司”，是一家以中国乌鲁木齐天山国际机场为基地的航空公司，以低成本航空公司作为主导经营模式，于2013年11月批准筹建，由海南航空与乌鲁木齐市政府共同投资组建，2014年8月28日获得营运资格，是中国新疆航空被并入南航之后，新疆唯一一家本地航空公司。截至2021年11月，乌鲁木齐航空共运营15架B737-800型客机，经营范围主要有航空客货运输、航空公司间代理、航空器材维修、航空器材进出口、航空配餐服务等。乌鲁木齐航空已累计通航逾30座城市，基本形成了以乌鲁木齐地窝堡国际机场（即乌鲁木齐天山国际机场）为中心、辐射国内主要城市的航线网络架构。

## 发展历史

### 海航时期
2013年11月批准筹建，注册资本30亿元人民币，由海南航空与乌鲁木齐市政府共同投资组建。
2014年8月28日，民航新疆管理局将向乌航颁发运行合格证。
2014年8月28日日，乌鲁木齐航空正式运营，首飞航线由一架注册号为B-2157全新的波音B737-800型客机执飞，航班号UQ2533乌鲁木齐—伊宁，共有179个座位全为经济舱。
2015-2017年，乌鲁木齐航空连续三年航班正常率位列新疆地区主要航空公司第一名。
2018年6月27日，乌鲁木齐航空首条国际航线乌鲁木齐=伊尔库茨克首航。
2018年11月，海航控股与乌鲁木齐市政府签署战略合作框架协议，海航控股将通过股权转让方式，让乌鲁木齐市人民政府的下属子公司乌鲁木齐城市建设投资有限公司持有的乌鲁木齐航空股权增至70%，海航控股持有的乌航股权則由70%降至30%，但业务管理仍继续由海航控股负责。
2019年5月18日，乌鲁木齐航空第二条国际航线乌鲁木齐=武汉=新加坡航线正式开通，这是乌鲁木齐航空开通的首条国际正班航线
2021年12月8日，海航航空经营管理实际控制权正式移交至辽宁方大集团。
2019年12月30日、31日，乌鲁木齐航空分别开通第三、四条国际航线乌鲁木齐=武汉=名古屋航线、乌鲁木齐=济南=名古屋航线，这是乌鲁木齐航空开通的第二、三条国际正班航线。

### 方大时期
2021年9月12日，海航集团破产重整案取得进展，辽宁方大集团实业有限公司战胜均瑶集团（吉祥航空）与复星集团（豫园股份），成为海南航空的重整接盘方。此前，方大集团实际控制人减持并质押了方大系上市公司部分股份，以参与该次重整。12月8日，海航航空经营管理实际控制权正式移交至辽宁方大集团，海航航空集团旗下乌鲁木齐航空进入发展新航向。

## 文化

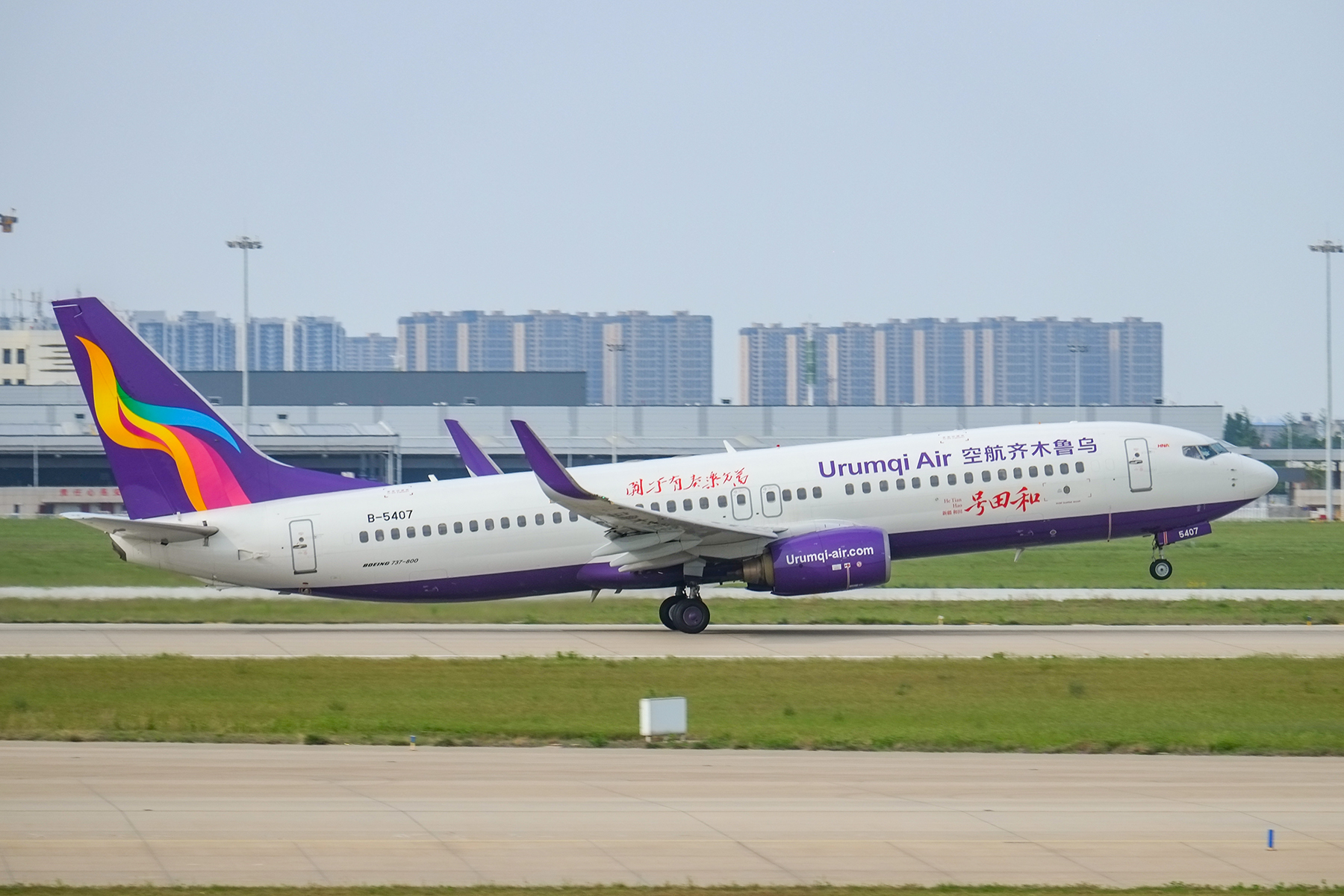
乌鲁木齐航空的波音737-800型客机于郑州新郑国际机场起飞（B-5407“和田号”）

### 制服
作为和海航合作成立的乌鲁木齐航空公司，节日款旗袍制服与海航同款，常规制服相似。

### 标志
乌鲁木齐航空融入了新疆维吾尔族特色的艾德莱斯绸与飞翔的和平鸽两种元素，三色相融，表示古丝绸之路有三条路线经过新疆，诠释了新疆地区的历史文化特征。logo的标志色彩来源于新疆艾德莱丝绸中的元素，以金黄、紫红及绿色为主色调，分别代表吉祥、欢乐、生长之意。同时，三条丝绸环绕相融也体现了乌鲁木齐航空与新疆当地文化的交融与沟通。

## 公益與社區活動
乌鲁木齐航空亦積極參與多項公益事務。
2016年乌鲁木齐航空举办“2016助学圆梦” 公益活动、乌鲁木齐航空举办“大美新疆 绿色出行”公益活动
2017年乌鲁木齐航空举办“2017助学圆梦” 公益活动
2018年乌鲁木齐航空开展和田地区扶贫慰问活动
2019年乌鲁木齐航空开展和田地区扶贫慰问活动、乌鲁木齐航空飞行部在南山庙尔沟开展了“捡垃圾，倡环保”徒步公益活动
2022年乌鲁木齐航空开展助农直播公益活动

## 服務

### 金鹏俱乐部
乌鲁木齐航空是海航航空集团旗下金鹏俱乐部成员，与其旗下航空公司共享全球性常旅客奖励计划，乘客通过搭乘航班、入住酒店、信用卡支付、生活消费等方式获取金鹏积分奖励，兑换奖励机票和升舱、增值服务及实物礼品等。
乌鲁木齐航空公司提供"平民化服务"，乘客在乌鲁木齐航空官网、微信公众号可预购餐食(仅限乌鲁木齐出疆的国内航班)，部分国内航班还可以现场购买机上餐食。在乌鲁木齐进出港飞行时间大于100分钟的航班上，提供牛肉干、巧克力等零食和咖啡、椰汁等饮品付费服务，旅客可按需购买。

### 行李托运服务
乌鲁木齐航空行李差异化服务。经济舱免费手提行李的单件重量上限为7公斤、尺寸不得超过20×40×30厘米，团队票免费托运行李额10公斤，经济舱四折(含)以下机票的无免费托运行李额。

### 餐飲服务
乌鲁木齐航空现已全面取消国内航班经济舱免费餐食服务。乘客需根据自己的需要提前乘机前36小时购买，因配餐条件限制，部分航线不支持线上预购餐食。可定制餐食有新疆特色过油肉拌面，大盘鸡拌面，香煎小牛排，酱汁鸡排饭，辣子鸡块饭，以及儿童餐等。

### 语言
与大多数航空公司一样，乌鲁木齐航空的客舱广播以普通话（国语）、英语两种语言播报，疆内航线外加维吾尔语播报。

## 机队
海航集團曾於2018年為烏魯木齊航空訂購ARJ21支線飛機，預計2020年交付。但由於海航集團經營不善，訂單已於2020年取消，已製成的首架飛機由成都航空接手。2024年11月，海南航空控股宣佈计划向中国商飞购买40架ARJ21-700飞机，預計將於2025至2032年分批交付。截至2023年1月，乌鲁木齐航空共运营16架B737-800型客机，经营范围主要有航空客货运输、航空公司间代理、航空器材维修、航空器材进出口、航空配餐服务等。

### 特殊涂装机
2020年9月15日乌鲁木齐航空推出“喀纳斯号”涂装飞机在新疆乌鲁木齐地窝堡国际机场正式亮相，并飞往阿勒泰地区喀纳斯机场完成首航。
2023年6月2日，乌鲁木齐航空联合和田地区文旅局推出的“和田号”冠名飞机成功首航，首飞航班执行UQ3533郑州—温州航班，“和田号”冠名飞机的飞机型号为B-5429，采用186座全经济舱布局。

### Skytrax评级
- 2023年：三星級航空公司[15]

## 奖项及殊荣
2016年度中国区域航空公司最佳新秀奖
2017年度中国区域航空公司最佳客舱服务奖
2017年度中国公益节责任品牌奖
2018年度中国区域航空公司最佳运营效率奖
2019年度中国区域航空公司最佳航线网络奖

## 航点及代码共享

### 航点
以下是乌鲁木齐航空的飛航目的地：
| 樞紐機場 | 重點機場 |

- 国内航点

| 國家 | 航點     | 機場                 | IATA | ICAO | 備註/航班號 | 每周班次 | 備註     |
| ---- | -------- | -------------------- | ---- | ---- | ----------- | -------- | -------- |
| 中国 | 乌鲁木齐 | 乌鲁木齐天山国际机场 | URC  | ZWWW |             |          | 主要樞紐 |
| 中国 | 上海     | 上海浦东国际机场     | PVG  | ZSPD |             |          |          |
| 中国 | 广州     | 广州白云国际机场     | CAN  | ZGGG |             |          |          |
| 中国 | 成都     | 成都天府国际机场     | TFU  | ZUTF |             |          |          |
| 中国 | 西安     | 西安咸阳国际机场     | XIY  | ZLXY |             |          |          |
| 中国 | 南京     | 南京禄口国际机场     | NKG  | ZSNJ |             |          |          |
| 中国 | 武汉     | 武汉天河国际机场     | WUH  | ZHHH |             |          |          |
| 中国 | 深圳     | 深圳宝安国际机场     | SZX  | ZGSZ |             |          |          |
| 中国 | 济南     | 济南遥墙国际机场     | TNA  | ZSJN |             |          |          |
| 中国 | 长沙     | 长沙黄花国际机场     | CSX  | ZGHA |             |          |          |
| 中国 | 南昌     | 南昌昌北国际机场     | KHN  | ZSCN |             |          |          |
| 中国 | 合肥     | 合肥新桥国际机场     | HFE  | ZSOF |             |          |          |
| 中国 | 郑州     | 郑州新郑国际机场     | CGO  | ZHCC |             |          | 重点机场 |
| 中国 | 银川     | 银川河东国际机场     | INC  | ZLIC |             |          |          |
| 中国 | 福州     | 福州长乐国际机场     | FOC  | ZSFZ |             |          |          |
| 中国 | 呼和浩特 | 呼和浩特白塔国际机场 | HET  | ZBHH |             |          |          |
| 中国 | 海口     | 海口美兰国际机场     | HAK  | ZJHK |             |          |          |
| 中国 | 万州     | 万州五桥机场         | WXN  | ZUWX |             |          |          |
| 中国 | 绵阳     | 绵阳南郊机场         | MIG  | ZUMY |             |          |          |
| 中国 | 连云港   | 连云港花果山机场     | LYG  | ZSLG |             |          |          |
| 中国 | 盐城     | 盐城南洋机场         | YNZ  | ZSYN |             |          |          |
| 中国 | 温州     | 温州龙湾国际机场     | WNZ  | ZSWZ |             |          |          |
| 中国 | 琼海     | 琼海博鳌机场         | BAR  | ZJQH |             |          |          |
| 中国 | 洛阳     | 洛阳北郊机场         | LYA  | ZHLY |             |          |          |
| 中国 | 陇南     | 陇南成县机场         | LNL  | ZLLN |             |          |          |
| 中国 | 榆林     | 榆林榆阳機場         | UYN  | ZLYL |             |          |          |
| 中国 | 汉中     | 汉中城固机场         | HZG  | ZLHZ |             |          |          |
| 中国 | 襄阳     | 襄阳刘集机场         | XFN  | ZHXF |             |          |          |
| 中国 | 桂林     | 桂林两江国际机场     | KWL  | ZGKL |             |          |          |
| 中国 | 延安     | 延安南泥湾机场       | ENY  | ZLYA |             |          |          |
| 中国 | 揭阳     | 揭阳潮汕国际机场     | SWA  | ZGOW |             |          |          |
| 中国 | 南充     | 南充高坪机场         | NAO  | ZUNC |             |          |          |
| 中国 | 兰州     | 兰州中川国际机场     | LHW  | ZLLL |             |          | 重点机场 |
| 中国 | 庆阳     | 庆阳机场             | IQN  | ZLQY |             |          |          |
| 中国 | 喀什     | 喀什机场             | KHG  | ZWSH |             |          |          |
| 中国 | 伊宁     | 伊宁机场             | YIN  | ZWYN |             |          |          |
| 中国 | 和田     | 和田机场             | HTN  | ZWTN |             |          |          |
| 中国 | 哈密     | 哈密机场             | HMI  | ZWHM |             |          |          |
| 中国 | 克拉玛依 | 克拉玛依机场         | KRY  | ZWKM |             |          |          |
| 中国 | 于田     | 于田万方机场         | YTW  | ZWYT |             |          |          |

- 国际及地区航点

| 國家           | 航點       | 機場               | IATA | ICAO | 備註/航班號                                                                             | 每周班次                                      | 備註           |
| -------------- | ---------- | ------------------ | ---- | ---- | --------------------------------------------------------------------------------------- | --------------------------------------------- | -------------- |
| 香港特別行政區 | 香港       | 香港國際機場       | HKG  | VHHH | 新疆與香港首次開通的無經停直飛航線，航班号UQ2637/UQ2638                                 | 每周一                                        | 2023年首开     |
| 泰國           | 曼谷       | 曼谷廊曼國際機場   | DMK  | VTBD | 乌鲁木齐=洛阳=曼谷，航班号UQ2642/UQ2643                                                 | 每周三、日两班                                |                |
| 泰國           | 芭提雅     | 乌塔保国际机场     | UTP  | VTBU | 乌鲁木齐=兰州=芭提雅，航班号UQ2647/UQ2648                                               | 每周六                                        |                |
| 越南           | 芽庄       | 芽庄機場           | NHA  | VVNT | 乌鲁木齐=兰州=芽庄，航班号UQ2643/UQ2644                                                 | 每周二                                        | 复航           |
| 俄羅斯         | 伊尔库茨克 | 伊尔库茨克国际机场 | IKT  | UIII | 航班号UQ2665/2666                                                                       | 每周三、六两班                                | 季节性旅游航线 |
| 新加坡         | 新加坡     | 新加坡樟宜国际机场 | SIN  | WSSS | 乌鲁木齐=武汉=新加坡航线航班号为UQ2661/2662                                             | 每周二、四、六各一班                          |                |
| 日本           | 名古屋     | 名古屋中部国际机场 | NGO  | RJGG | 乌鲁木齐=武汉=名古屋航线航班号为UQ2657/2658 乌鲁木齐=济南=名古屋航线航班号为UQ2659/2660 | 每周一、三、五各一班 每周二、四、六、七各一班 |                |

### 代碼共享
乌鲁木齐航空與以下航空公司簽訂代碼共享協議，均属于金鹏俱乐部成员：
- 海南航空
- 大新华航空
- 天津航空
- 北部湾航空
- 福州航空
- 西部航空
- 长安航空
- 祥鹏航空
- 首都航空
- 金鹏航空
- 香港航空

## 飛行安全
乌鲁木齐航空自2014年成立以來未有發生任何導致人員死亡的事件。

## 争议事件
2017年12月初网上曝出视频“乌鲁木齐航空公司空姐吃多份乘客飞机餐”。12月7日，乌鲁木齐航空发布公告称，经过内部排查，确认视频中的空姐为乌鲁木齐航空公司乘务员，当天并未按照标准流程对剩余餐食进行处理，而是擅自将其打开试吃。针对该名员工的违规行为，公司给予其停飞调查处分。

## 外部連結
- 乌鲁木齐航空有限责任公司 （页面存档备份，存于）